# Польский легион в Португалии
Польский легион в Португалии (пол. Legion Polski w Portugalii) — польская воинская часть, сформирована в Португалии во время гражданской войны 1828—1834 годов.
Легион формировал генерал Юзеф Бем, из числа польских эмигрантов, проживавших во Франции. Он намеревался выступить на стороне Педру I.
В связи с тем, что польская демократическая среда была против пролития польской крови за чужое дело, Бем набрал немного желающих. Поляки не принимали участия в боевых действиях, так как после занятия Лиссабона Педру I разорвал с ними договор. Самого же Бема, который протестовал против этого, арестовали.